# ナバス・デ・トロサ
ナバス・デ・トロサ（Navas de Tolosa）はスペイン、アンダルシア州ハエン県の自治体ラ・カロリナに属する集落。定冠詞を付加したラス・ナバス・デ・トロサ（Las Navas de Tolosa）や、単に定冠詞を付加したラス・ナバス（Las Navas）とも呼ばれる。シエラ・モレーナ地区の東部に位置する。デスペニャペーロス自然公園を隔てて、シウダー・レアル県境まで15kmの距離にあり、県内の自治体サンタ・エレーナとカルボネーロスにほど近い。

## 歴史

### 創設
18世紀カルロス3世によって、ヌエバス・ポブラショーネスと命名された別の集落が創設された。1212年にナバス・デ・トロサの戦いが戦われた場所にあるイスラム教徒の城跡の近くに、ベンタ・デ・リナーレス（リナーレス宿屋）が建てられて以来、集落として発展し、その戦いを記念するために、この新集落にナバス・デ・トロサという名称がつけられた。

## 文化

### 史跡・建造物
- ラス・ナバス・デ・トロサ城 - 10世紀にイスラム教徒によって建造、1212年に再征服された。国道4号線（N-IV）沿いに位置し、現在は廃墟となっている。
- 無原罪教会（Iglesia de la Inmaculada） - この集落が創設された18世紀に建造された。

### 祝祭日
- 6月13日 - 集落の守護聖人サン・アントーニオ・デ・パドゥアの日。
- 7月16日 - 集落の守護聖人カルメンの乙女の日
- 8月15日 - ラス・ナバス・デ・トロサの乙女の日